# Ljubiša Beara
Ljubiša Beara (14. srpnja 1939., Sarajevo, Bosna i Hercegovina - 9. veljače 2017., Berlin, Njemačka) je bio bosanski Srbin koji je sudjelovao u ratu u Bosni i Hercegovini. Bio je pukovnik i načelnik sigurnosti Glavnog štaba Vojske Republike Srpske. Također je neko vrijeme bio časnik u Lori.
Dne 26. ožujka 2002., Međunarodni sud za ratne zločine počinjene na području bivše Jugoslavije (ICTY) podigao je optužnicu protiv njega za njegovu ulogu u genocidu u Srebrenici. Predao se te je prebačen u Haag 10. listopada 2004. Dva dana kasnije, pojavio se pred komorom ali se nije izjasnio o krivnji. 10. lipnja 2010., ICTY je donio presudu prema kojoj je on "bio najstariji službenik u vojsci te imao najjasniju sliku o masovnom razmjeru i opsegu aktivnosti ubijanja. Od njegove prisutnosti na Bratuncu u noći 13. srpnja, do njegove osobne posjete raznim lokacijama za zatvaranje i pogubljenje te značajnim logističkim izazovima s kojima je bio suočen, Beara je imao vrlo osoban uvid u zapanjujući broj žrtava koje su određene za smaknuće. Beara je postao, prema mišljenju sudske komore, "pogonska sila pothvata ubojstva". Komora se složila da je bio član udruženog zločinačkog pothvata s ciljem umorstva bošnjačkih muškaraca iz Srebrenice, te da je sudjelovao sa namjerom progona. Prema presudi, "Bearina je namjera bila uništiti narodnu skupinu ubijanjem svih njenih članova u njegovom dosegu, te je, bez ikakve sumnje, imao genocidnu namjeru". Proglašen je krivim za genocid, istrebljenje, ubojstvo i progon te osuđen na doživotnu kaznu u zatvoru.

## Poveznice
- Vujadin Popović

## Vanjske poveznice
- »Otimači riječi« sve su znali Vjesnik, 2004